# Turowo (województwo kujawsko-pomorskie)
Turowo – wieś w Polsce położona w województwie kujawsko-pomorskim, w powiecie włocławskim, w gminie Lubraniec.
W latach 1975–1998 miejscowość położona była w województwie włocławskim. Według Narodowego Spisu Powszechnego (III 2011 r.) liczyła 77 mieszkańców. Jest 37. co do wielkości miejscowością gminy Lubraniec.

## Grodzisko w Turowie
W pobliżu wsi zachowało się grodzisko zbudowane przez Piastów w 2. połowie X wieku. Było to przypuszczalnie pierwsze założenie, które pełniło funkcję centrum osadniczego w regionie, zanim jego rolę przejął gród w Brześciu Kujawskim.